# Isola di Sud-Est
L'isola di Sud-Est (in inglese South-East Island, in māori ed in moriori Rangatira) è una piccola isola della Nuova Zelanda, appartenente alle Isole Chatham. Di questo piccolo arcipelago è la terza per estensione con i suoi 2,18 km².

Un braccio di mare la separa dalla terra più vicina costituita dall'isola Pitt ma si trova a ben a 800 chilometri dalla neozelandese isola del Sud.

Rangatira è una riserva florofaunistica disabitata e il suo accesso è rigidamente controllato dal Dipartimento della conservazione, dato che vi sono specie di uccelli, insetti e piante tipiche del luogo come il ragno Rangatira (Dolomedes schauinslandi), il punteruolo Hadramphus spinipennis, il cerambice dell'isola di Pitt (Xylotoles costatus) e l'insetto stecco gigante .

L'isola è nota per essere la terra emersa più lontana dall'Italia. La sua distanza dal centro di Roma è di 19.250 km e ancora maggiore è la sua lontananza da Milano, tuttavia il suo esatto antipodo si ubica nel Dipartimento del Lozère in Francia, dato che nessuna terra emersa si trova sulla proiezione antipodale della penisola italiana. Il suo fuso orario è avanti di 11 ore e 45 minuti rispetto all'Italia.